# 托马斯·克罗姆比·谢林
托马斯·克罗姆比·谢林（英語：Thomas Crombie Schelling，1921年4月14日—2016年12月13日），美国经济学家、社會學家，马里兰大学公共政策学院教授，研究领域是外交事务、国家安全、核策略和武器控制。其理論有部分承襲自數理社會學家詹姆斯·薩穆爾·科爾曼，因为“通过博弈论分析改进了我们对冲突和合作的理解”与罗伯特·奥曼共同获得2005年诺贝尔经济学奖。他是美国科学院院士，美国艺术与科学学院院士，美国经济学会杰出会士。1991年担任美国经济学会主席。1995年担任东部经济学会主席。

## 简历
- 1944年获得加州大学伯克利分校，经济学学士。
- 1951年获得哈佛大学经济学博士。
- 1945年-1946年，美国预算署。
- 1948年-1950年，马歇尔计划。
- 1951年-1953年，美国总统白宫办公室
- 1953年-1958年，耶鲁大学经济学副教授，教授。
- 1958年-1959年，兰德公司。
- 1958年-1990年，哈佛大学，期间担任经济学教授，和肯尼迪政府学院政治经济学Lucius N. Littauer讲席教授。

## 著作与影响
谢林最著名的著作《冲突的策略》（哈佛大学出版社，1960）”开创了对议价和策略行为的研究，被认为是1945年以来西方影响最大的一百本书之一。
1971年，他发表了广为引用的关于种族动态研究的论文“种族隔离的动态模型”。其中解释了纯白人居住区是怎样迅速变为纯黑人居住区的，即使白人居民中没有人绝对反对居住在混合居住区中。
谢林还参与了有关全球变暖的争论。根据自己在二战后马歇尔计划中的亲身经验，他认为解决全球暖化实际上是一个议价问题：如果全世界能够减少排放，贫穷国家将获得大部分收益，而富裕国家将承担大部分成本。
其他著作还有：
- National Income Behavior, McGraw-Hill Publishing Co., 1951
- International Economics, Allyn and Bacon, 1958
- Strategy and Arms Control (with Morton H. Halperin), The Twentieth Century Fund, 196l
- Arms and Influence, Yale University Press, 1966
- Micromotives and Macrobehavior, W. W. Norton and Co., 1978
- Thinking Through the Energy Problem, Committee for Economic Development, 1979
- Choice and Consequence, Harvard University Press, 1984